# Arquipo (poeta)
.
Arquipo (em latim: Archippus; em grego clássico: Άρχιππος) foi um poeta grego do período da Comédia antiga, que floresceu no final do século V a.C. em Atenas.
Sua peça teatral mais famosa foi "Peixes", na qual satirizou a predileção dos epicuristas atenienses por peixes. Os críticos de Alexandria atribuíram a ele a autoria de quatro peças anteriormente atribuídas a Aristófanes (Dionísio Náufrago, Ilhas, Niobo, e Poesia). Arquipo foi ridicularizado por seus contemporâneos por seu gosto em brincar com as palavras. Os títulos e fragmentos de seis peças estão preservados: Anfitrião, A Sombra do Burro, Peixes, Hércules Casando, Pinão, e Plutão.